# Cindy Ellis
Cindy Ellis (* 14. Juli 1926 in London; † 28. Mai 2023 in Gambach (Münzenberg); bürgerlich Evelyn Asal) war eine Schlagersängerin.

## Leben
Evelyn Mayer-Fredericks, so ihr Geburtsname, wurde als Tochter eines Engländers und einer Deutschen in London geboren. Nach dem Tod ihres Vaters kam sie im Alter von zwei Jahren mit ihrer Mutter nach Frankfurt am Main. Als Sechsjährige nahm sie Geigen- und Klavierunterricht. Nach der Schulzeit folgte ein Studium an der Musikhochschule Frankfurt, wo sie sich bis zu ihrem 18. Lebensjahr auf die Harfe konzentrierte. In einem Haydn-Quartett, das aus Studienkollegen bestand, unternahm die noch Minderjährige während des Zweiten Weltkrieges eine dreimonatige Auslandstournee, unter anderem nach Besançon, Paris, Biarritz und San Sebastián. Später erhielt Evelyn Mayer-Fredericks im Rahmen eines Begabtenstipendiums eine Gesangsausbildung als Altistin.
Nach dem Krieg trat die Sängerin vier Wochen in der Revue Broadway in Frankfurt – Wir laden ein unter der Regie von Heinz Gietz im ehemaligen Olympia-Kino auf. 1948 absolvierte Evelyn Mayer-Fredericks die Reifeprüfung im Opernfach. Im gleichen Zeitraum entstanden Kontakte zur aufkeimenden Jazz-Szene. 1950 heiratete die Künstlerin einen Hobby-Pianisten, ihr bürgerlicher Name lautete nunmehr Evelyn Asal. Ein Angebot des Hessischen Staatstheaters Wiesbaden lehnte die Sängerin zugunsten ihrer regelmäßigen Auftritte als Jazz- und Schlagersängerin ab. Daneben entstanden Werbeaufnahmen für Film, Rundfunk und sogenannte Schallfolien. Eine erst 2003 veröffentlichte Werbeaufnahme der Marke Servas-Schuhe wurde in Zusammenarbeit mit dem Jazz-Posaunisten Albert Mangelsdorff aufgenommen.
Für die von Hans Hellhoff moderierte Radiosendung Gib dem Nachwuchs eine Chance des Hessischen Rundfunks nahm Evelyn Asal ein Demoband auf, von dem die Sendeanstalt eine Kopie zum deutschen Ableger von Metronome Records in Hamburg schickte. Fast zeitgleich zu ihrem Auftritt in der Radiosendung gelangte die Aufnahme in die Hände des Produzenten und Orchesterleiters Bert Kaempfert, der Asal zu Probeaufnahmen bei der Plattenfirma Polydor in Hamburg einlud. 1959 und 1960 erschienen vier Singles und zwei EPs von Cindy Ellis, wie der Künstlername von Asal nunmehr lautete. Neben Qualitätsschlagern, unter anderem von den Komponisten bzw. Textern Peter Moesser, Werner Bochmann, Heino Gaze, Michael Jary, Bruno Balz und Fred Jay, sang Ellis mit dem Titel Fieber die erste deutschsprachige Coverversion des US-Hits Fever (dt. Text: Peter Moesser).
Bert Kaempfert und Polydor-Chef Kurt Richter verhalfen der Neuentdeckung zu Auftritten in Fernsehprogrammen wie der Aktuellen Schaubude und Musik aus Studio B. Die Plattenfirma veröffentlichte mehrere Werbeanzeigen und Pressetexte, das US-amerikanische Plattenlabel Laurie Records brachte Ellis’ zweite Single in den USA auf den Markt. Es folgten Auftritte in den Niederlanden, in Belgien und Österreich. Dennoch konnte die Sängerin keinen Erfolg in den Hitparaden landen. Nachdem die Mutter einer dreijährigen Tochter eine dreimonatige Senderreise durch die USA abgelehnt hatte, ließ man sie bei Polydor abrupt fallen. Eine letzte Single verblieb unveröffentlicht im Archiv.
Ihre letzten Musikaufnahmen machte Cindy Ellis für die Sikorski Musikverlage. Begleitet vom Orchester Willy Berking sang sie die Titel Das Glück ging auf die Reise (Musik: Willy Berking / Text: Ernst Bader) und Traummusik (Musik und Text: Peter Kreuder). Um sich fortan ihrer Familie widmen zu können, zog sich Ellis anschließend gänzlich ins Privatleben zurück. Ihre 1962 geborene Tochter Stefanie wurde Konzertpianistin und Musikpädagogin.

## Diskografie

### Singles

Label der Single Fieber, 1959

- Fieber (Fever) / Das Ziel meiner Wünsche (1959; Polydor NH 23 919)
- Nicht ein einziges Mal / Denkst du noch an mich (1959; Polydor NH 24 033; Laurie Records 3043)
- Die kleine Stadt will schlafen geh’n / Kann ein Glück denn so vergeh’n (1960; Polydor NH 24 197)
- Wo kommst du her? / Keiner versteht mich wie du (1960; Polydor NH 24 257)
- Das Glück kommt nie zu spät / Dieses Lied gehört nur dir (1960; Polydor NH 24 393), unveröffentlicht

### EPs
- Denkst du noch an mich / Das Ziel meiner Wünsche / Nicht ein einziges Mal / Fieber (Fever) (1959; Polydor EPH 20 497)
- Dreh’ dich noch einmal um / Kann ein Glück denn so vergeh’n / Wir geh’n so leicht am großen Glück vorbei / Die kleine Stadt will schlafen geh’n (1960; Polydor EPH 21 071)

### Spätere Titel
Folgende spätere Titel von Cindy Ellis wurden zusätzlich zu bereits bekannten Titeln nur auf der CD Fieber von 2003 veröffentlicht:
- I Like Servas Shoes
- Rollectric Song (Nel blu dipinto di blu)
- Rollamatic Song
- Do You Think of Me (Denkst du noch an mich)
- Das Glück geht auf die Reise
- Traummusik

### CD
- Fieber (2003; Bear Family Records BCD 16649 AH)